# Верхоустинский, Борис Алексеевич
Борис Алексеевич Верхоустинский (1888—1919) — русский писатель, поэт. 

## Биография
Сын чиновника. Предки по отцу ― из православного духовенства, по матери ― англичане, протестанты. Учеником седьмого класса (в 1906) Верхоустинский ушёл из классической гимназии в Ярославле, привлечённый ещё осенью 1905 года к дознанию по делу о хранении оружия. В январе 1907 года участвовал в образовании анархистской группы «Чёрный террор», выданной провокатором. В марте 1907 года был арестован, до ноября 1908 года ― в одиночной камере петербургской тюрьмы «Кресты». Заключённые там же С. М. Городецкий и особенно А. Е. Зарин способствовали решению Верхоустинского стать профессиональным писателем.
Стремлением запечатлеть неврастенический склад анархиста-боевика с его преувеличенной остротой восприятия и расщеплённостью сознания были отмечены первый
опубликованный рассказ Верхоустинского «Идиллия» (1909) и некоторые другие, в том числе «На железном мосту» (1910), оставивший у М. Горького «странное впечатление пародии». Первый сборник «Рассказов» Верхоустинского вызвал в основном положительные отклики критики при почти единодушном признании одарённости автора.
В 1910―1914 гг. Верхоустинский часто печатал стихи и прозу в журналах «Нива», «Всеобщий ежемесячник», «Солнце России», «Свободный журнал», «Заветы», альманахе «Жатва», опубликовал сборники сказок и рассказов для детей «Зелёный луг» и «Храбрые воины» (оба ― М., 1913). Приятельство с С. М. Городецким, А. Альвингом, Н. А. Бруни фактически исчерпывало круг его литературного общения. Во многом автобиографические романы Верхоустинского «Перед бурей» (1914) и «Маленькая буря» (1916) передают климат нравственной и психологической обособленности, в котором его герои, устраивают свою жизнь «на трясине», прошлое вспоминая как мрачный фарс, а настоящее не принимая всерьез.
Поэмы «Спас» и «апокриф» «Анастасия» (обе ― 1910―1911) ― плод углублённого чтения фольклора, главным образом духовных стихов, и староверческо-сектантских книг. Не любя Петербурга, Верхоустинский годами жил в провинции (дольше всего ― в Малой Вишере). Убогий мещанский быт, омертвение житейских и обрядовых форм, засилие одичалых «лесных» людей и юродивых, чья изуверская святость ― патологический инстинкт, обусловили жёсткую фактуру «крепких, как махорка» рассказов в сборнике «Во ле́сях» (1914).
Тема «спасения» Руси, по Верхоустинскому возможна через гибель ― «когда умрет душа родной земли» (1914). 1-ю мировую войну осмыслил как начало этого апокалиптического процесса. В рассказах и очерках, которые Верхоустинский печатал 1915―1917 гг. в журналах «Лукоморье» и «1914 год», шовинистический экстаз объединялся с глубоко личным ощущением обречённости и катастрофы. Подобную направленность имеют сворники «Утренняя звезда» (1915) и «Рассказы» (1917).
Весной 1916 года Верхоустинский был мобилизован, служил в сапёрных частях; в результате отравления газами стал инвалидом. В 1917 году ― среди анархистов Петрограда; зимой 1917/1918 гг. член редколлегии газеты «Буревестник» (статья «Воскресший протопоп Аввакум», 1918). Выпустил сборник анархических стихов «Чёрные песни» (1920). Был хранителем дворцов в Ораниенбауме. С весны 1919 года ― в Смоленске; в газете политотдела 16-й армии «Красноармеец» печатал гротескно-сатирическую прозу и антиклерикальные стихи. Основал смоленскую Ассоциацию художественного слова. Умер от тифа.